# أنطونيو سكارميتا
أنطونيو سكارميتا (بالإسبانية: Antonio Skármeta) (7 نوفمبر 1940 - 15 أكتوبر 2024)، هو كاتب روائي تشيلي، وُلد في مدينة أنتوفاغاستا في تشيلي عام 1940. ويعد من أهم كتاب أمريكا اللاتينية حيث ترجمت أعماله إلى لغات عدة. حقق سكارميتا نجاحاً كبيرا من خلال روايته عرس الشاعر التي لاقت صدى طيباً. لكن روايته ساعي بريد نيرودا، سابقا كانت تحمل اسم صبر متأجج، التي حولت إلى فيلم سينمائي رشح لجوائز أوسكار عدة، كان لها نصيب أوسع من الانتشار، فذاع معها صيت الكاتب، وترجم إلى لغات العالم.

## السيرة الذاتية
أنطونيو سكارميتا هو ابن انطونيو وماغدالينا، هم من نسل الكروات. وقال أنه حضر المدارس الابتدائية في العديد من المؤسسات، بما في ذلك كلية سان لويس أنتوفاجاستا، في حين أجريت دراسته الثانوية في المعهد الوطني للسانتياغو. درس الفلسفة في جامعة تشيلي تحت إشراف سولير الإسبانية غريما فرانسيسكو، والضبط من خوليان مارياس وخوسيه أورتيغا ذ. وكان أطروحته على التفكير في هذا الأخير. تمشيا مع سولير، كان مهتما في فلسفة جان بول سارتر، وألبير كامو ومارتن هايدغر.
وفي عام 1964، حصل على منحة فولبرايت لمواصلة الدراسات العليا في الولايات المتحدة، حيث حصل على درجة الماجستير في جامعة كولومبيا، نيويورك عن أطروحته عن الفن الروائي لخوليو كورتاثر. سافر مع زوجته الأولى، سيسيليا، التي تزوج في تلك السنة. وكانت نتيجة هذا الزواج وهما الطفلين الرسام التشيلي، بيلتران (في عام 1966، بعد عودته من نيويورك)، الكاتب والفيلسوف، وغابرييل (1968).
وكان حياته لمدة عامين في الولايات المتحدة مثمرة للغاية: حيث اعتاد على المشاهد المسرحية، والسينمائية والموسيقية في مانهاتن ودرس مع بول، استوديو الفاعل. يكتبون أيضا بعض القصص المتمركزة في أمريكا الشمالية التي تشكل أساس رواياته المبكرة. وبعد وقت قصير من عودته، بدأ يعمل مديرا المسرح في فرقة فنية من معهد التربية (CADIP)، وأصبح أستاذا للفلسفة في المعهد الوطني ونشر كتابه الأول من القصص، الحماس عام 1967 ثم بدأ تدريس إكسيولوجيا أولا ثم الأدب في جامعة تشيلي.
في تلك السنوات، قام بأعمال متفرقة في التلفزيون وكان جزءا من برنامج الأدب كتاب مفتوح على قناة جامعة تشيلي وحصل على جائزته الكبرى الأولى جائزة كاسا دي لاس أمريكس عام 1968 عن عمله عارية على السطح.
وعرف عنه نشاطه السياسي اليساري، حيث كان عضوا في حركة العمل الشعبي والموحد (مابو) في سنوات وجود تحالف الوحدة الشعبية. وبعد الانقلاب العسكري، ترك الكاتب البلاد مع المخرج راؤول رويز. وكانت المحطة الأولى في الأرجنتين، حيث قضى عاما في حي الزيتون حيث نشر كتابه الثالث من القصص: ركلة حرة عام 1974. ثم توجه بعد ذلك لألمانيا الغربية، حيث حصل على منحة من برنامج الفنون من الأكاديمية الألمانية للتبادل الأكاديمي عام 1975، ومن خلاله تمكن من كتابة روايته الأولى حلمت أن الثلج كان يحترق. وبدءا من عام 1979، عمل لمدة ثلاث سنوات كأستاذ في كتابة السيناريو في الأكاديمية الألمانية للسينما والتلفزيون في برلين الغربية.
وفي عام 1981، ارتبط سكارميتا عاطفيا مع الألمانية من أصل بولندي نورا بريبيرسكي، والتي تزوجها بعد عودته إلى شيلي، مسقط رأس ابنه فابيان طالب علم الاجتماع والموسيقي والذي ولد في سبتمبر عام 1989. وفي ألمانيا حيث كتب قصة ساعي بريد نيرودا، أولا للإذاعة الألمانية ومن ثم كسيناريو. وتظهر القصة تحت عنوان الصبر الحارق والتي صدرت عام 1985، وبعد ذلك تم إعادة تسميتها إلى ساعي بريد نيرودا. ولاقى هذا العمل نجاحا كبيرا وترجمت إلى ثلاثين لغة، وتم معالجتها مسرحيا وسينمائيا وإذاعيا، وأكد سكارميتا على وجود أكثر من مائة إصدار في العالم. وأبدع الملحن الموسيقي المكسيكي دانيال كاتان في أوبرا تستند إلى هذه القصة، والتي تم عرضها في أوبرا لوس أنجلوس تحت عنوان بوستونو الثاني حيث لعب بلاسيدو دومينجو دور بابلو نيرودا فيما لعبت كرستينا جاياردا-دوماس دور ماتيلدي.
وفي عام 1989، عاد إلى تشيلي بعد فترة طويلة من المنفى لما يقرب من 16 عاما. وفي العام التالي أسس في معهد جوته في سانتياغو ورشة العمل الأدبية عن هاينريش بول، والتي قامت بتدريب الكثير من الأجيال الجديدة من الكتاب. وفي عام 1992، أسس سكارميتا وأراد البرنامج التلفزيوني عرض الكتب، الذي تبثه التلفزيون الوطني التشيلي. وفي مايو 2000، وفي عهد الرئيس ريكاردو لاغوس تم تعينه سفيرا لتشيلي في ألمانيا حتى فبراير 2003. وقد شغل منصب أستاذ جامعي في جامعة واشنطن في سانت لويس بولاية ميزوري وفي كلية ولاية كولورادو.

## سكارميتا والسينما
عاطفي من السينما، وقد كتب عدة سيناريوهات سكارميتا، توجه ما لا يقل عن اثنين من الأفلام، وعمل في خمس. في عام 1973 كتب أول النصية فيكتوريا مقابل ليلينتال الألماني بيتر مدير والذي أشرف على الفيلم الحائز على جائزة الذي يحمل نفس الاسم في عام 1974 مع جائزة في مهرجان الفيلم البث في بادن بادن. أيضا البرامج النصية هي الأخرى له الأفلام ليلينتال: هل لاند ايم ((1976، والتمرد (1980)، وتصبح عندئذ الرواية، وسان كريستوبال فون دير ((1988، استنادا إلى قصة نفس الاسم. كتبت أيضا حتى هذا البلد (1978)، كريستيان الشريط على عائلة لاجئة في ألمانيا الشيلي، ويموت سبير قصر ((1980 المؤرخ يواكيم؛ السين فرصة (1986)من قبل الكسندر فون، نيرودا كله الحب (1998)، والتشيلي اغناسيو وثائقي أغيرو وعيد الميلاد بريسا (1999)، و كارلوس كاريرا المكسيكية.
كما تم إلى جانب أعمال تتكيف مع الشاشة التي تم ذكرها هنا، تقدم إلى حرق الأفلام الصبر-سكارميتا نفسه في عام 1983 منصب مدير وكاتب السيناريو تحت نفس العنوان من قبل مايكل رادفورد مع اسم و ساعي البريد في عام 1994، الفائز من الجوائز الدولية العديدة، 'و رقصة النصر في عام 2009 من قبل فرناندو ترويبا وجزء والاستفتاء، فإن نقطة البداية للفيلم لا (2012) بواسطة بابلو لارين.

## روابط خارجية
- أنطونيو سكارميتا على موقع IMDb (الإنجليزية)
- أنطونيو سكارميتا على موقع الموسوعة البريطانية (الإنجليزية)
- أنطونيو سكارميتا على موقع مونزينجر (الألمانية)
- أنطونيو سكارميتا على موقع قاعدة بيانات الأفلام العربية
- أنطونيو سكارميتا على موقع ألو سيني (الفرنسية)
- أنطونيو سكارميتا على موقع أول موفي (الإنجليزية)
- أنطونيو سكارميتا على موقع قاعدة بيانات الأفلام السويدية (السويدية)
- أنطونيو سكارميتا على موقع ديسكوغز (الإنجليزية)
- أنطونيو سكارميتا على موقع قاعدة بيانات الفيلم (الإنجليزية)
- أنطونيو سكارميتا على موقع كينوبويسك (الروسية)